# Aloys Maier
Aloys Maximus Josef Christoph Maier (* 16. März 1782 in Fulda; † 13. April 1851 ebenda) war von 1821 bis 1851 Kreisrat oder Landrat des Kreises Hünfeld.
Aloys Maier war Sohn des Senators, Konsuls, Stadtrates und Bürgermeisters von Fulda, Georg Anton Maier.
Nach dem Studium der Rechtswissenschaften trat er in den Staatsdienst ein. Er war 1818/19 Auditeur und Regimentsquartiermeister sowie 1820/21 Garnisons-Auditeur der Garnison Fulda.
Am 19.  September 1821 wurde er zum ersten Kreisrat des Kreises Hünfeld berufen. Die Bezeichnung wurde 1834 in Landrat geändert.
Er blieb dort Landrat bis zu seinem Tode im Jahr 1851.